# Bất đẳng thức Ky Fan
Bất đẳng thức Ky Fan là một bất đẳng thức liên quan đến trung bình cộng và trung bình nhân của một dãy số dương nằm trong đoạn [0,1/2]. Bất đẳng thức này là một trường hợp đặc biệt của bất đẳng thức Levinson
Bất đẳng thức Ky Fan được sử dụng trong lý thuyết trò chơi để tìm kiếm một trạng thái cân bằng.

## Phát biểu cổ điển của bất đẳng thức
Cho xi với 0 ≤ xi ≤ ½ với i = 1,..., n là các số thực, khi đó
{\displaystyle {\frac {{\bigl (}\prod _{i=1}^{n}x_{i}{\bigr )}^{1/n}}{{\bigl (}\prod _{i=1}^{n}(1-x_{i}){\bigr )}^{1/n}}}\leq {\frac {{\frac {1}{n}}\sum _{i=1}^{n}x_{i}}{{\frac {1}{n}}\sum _{i=1}^{n}(1-x_{i})}}}

## Nhận xét
Theo định nghĩa trung bình đại số và trung bình hình học của dãy x1,. . ., xn lần lượt.
{\displaystyle A_{n}:={\frac {1}{n}}\sum _{i=1}^{n}x_{i},\qquad G_{n}={\biggl (}\prod _{i=1}^{n}x_{i}{\biggr )}^{1/n}}
Theo định nghĩa trung bình đại số và trung bình hình học của dãy 1 − x1,. . ., 1 − xn lần lượt:
{\displaystyle A_{n}':={\frac {1}{n}}\sum _{i=1}^{n}(1-x_{i}),\qquad G_{n}'={\biggl (}\prod _{i=1}^{n}(1-x_{i}){\biggr )}^{1/n}}
Khi đó bất đẳng thức Ky Fan có thể viết lại dưới dạng:
{\displaystyle {\frac {G_{n}}{G_{n}'}}\leq {\frac {A_{n}}{A_{n}'}},}

## Tổng quát
Cho xi ∈ [0,½] and γi ∈ [0,1] với i = 1,. . ., n là n số thực thỏa mãn γ1 +. . . + γn = 1, thì:
{\displaystyle {\frac {\prod _{i=1}^{n}x_{i}^{\gamma _{i}}}{\prod _{i=1}^{n}(1-x_{i})^{\gamma _{i}}}}\leq {\frac {\sum _{i=1}^{n}\gamma _{i}x_{i}}{\sum _{i=1}^{n}\gamma _{i}(1-x_{i})}}}
Nếu định nghĩa 00:= 0. Khi đó dấu bằng xảy ra khi và chỉ khi:
- Trường hợp 1: γixi = 0 với mọi i = 1,. . ., n or
- Trường hợp 2: xi=x > 0  trong đó x ∈ (0,½] với mọi i = 1,. . ., n và γi > 0.